# Snowpiercer (série de televisão)
Snowpiercer (no Brasil: Expresso do Amanhã) é uma série dramática distópica americana que estreou no canal TNT no dia 17 de maio de 2020. É baseada no filme lançado em 2013 de mesmo nome, dirigido por Bong Joon-ho, e no romance gráfico Le Transperceneige, lançado em 1982 e inspiração do filme de 2013. A Netflix faz sua distribuição fora dos Estados Unidos e China.
A série segue os passageiros de Snowpiercer, um enorme trem de moção perpétua que percorre uma ferrovia que se estende por todo o globo, sete anos após a terra se tornar um lugar muito frio e inóspito. O programa traz questionamentos a respeito da luta de classes, justiça social e mecanismos de sobrevivência. Jennifer Connelly e Daveed Diggs estrelam Snowpiercer acompanhados de Mickey Sumner, Annalise Basso, Alison Wright, Roberto Urbina, Katie McGuinness, Lena Hall, Sheila Vand, Sam Otto, Iddo Goldberg, Mike O'Malley, Steven Ogg, Rowan Blanchard e Sean Bean.

## Produção
Em novembro de 2015, Marty Adelstein adquiriu, através da Tomorrow Studios, os direitos de desenvolver uma série de televisão baseada no filme homônimo de 2013.  O criador do filme, Bong Joon-ho, se tornou produtor executivo do projeto juntamente com Adelstein e Josh Friedman, sendo que o último também o iria escrever. Um ano depois, em novembro de 2016, um episódio piloto e roteiros reservas foram ordenados pelo TNT. Em maio de 2017, ficou decidido que Scott Derrickson dirigiria um piloto roteirizado por Friedman.  Em janeiro do ano seguinte decidiu-se pela criação da série, mas naquele mesmo mês, Friedman foi removido do projeto pelo TNT devido a "diferenças criativas" e Graeme Manson o substituiu como showrunner.
Contudo, em junho de 2018, Derrickson se recusou a voltar a dirigir regravações do piloto devido a discordâncias criativas com Manson. James Hawes se juntou ao projeto no mesmo mês como co-produtor e diretor das refilmagens do primeiro episódio.  De acordo com Manson, uma cena contendo efeitos visuais foi tudo o que se reaproveitou da filmagem oficial e a demora de mais de um ano para a estreia da série se deu devido à refilmagem do piloto.  Ainda em julho, a Netflix adquiriu os direitos de distribuição internacional de Snowpiercer.

## Elenco

### Principal
| Ator              | Personagem         | Temporada  | Temporada  | Temporada | Temporada |
| Ator              | Personagem         | 1          | 2          | 3         | 4         |
| ----------------- | ------------------ | ---------- | ---------- | --------- | --------- |
| Jennifer Connelly | Melanie Cavill     | Principal  | Principal  | Principal | ASA       |
| Daveed Diggs      | Andre Layton       | Principal  | Principal  | Principal | ASA       |
| Mickey Sumner     | Bess Till          | Principal  | Principal  | Principal | ASA       |
| Alison Wright     | Ruth Wardell       | Principal  | Principal  | Principal | ASA       |
| Lena Hall         | Audrey             | Principal  | Principal  | Principal | ASA       |
| Iddo Goldberg     | Bennett Knox       | Principal  | Principal  | Principal | ASA       |
| Susan Park        | Jinju Seong        | Principal  | —          | —         | ASA       |
| Katie McGuinness  | Josie Wellstead    | Principal  | Principal  | Principal | ASA       |
| Sam Otto          | John Osweiller     | Principal  | Principal  | Principal | ASA       |
| Sheila Vand       | Zarah Farami       | Principal  | Principal  | Principal | ASA       |
| Roberto Urbina    | Javier de la Torre | Principal  | Principal  | Principal | ASA       |
| Mike O'Malley     | Sam Roche          | Principal  | Principal  | Principal | ASA       |
| Annalise Basso    | Lilah Folger Jr.   | Principal  | Principal  | Principal | —         |
| Jaylin Fletcher   | Miles              | Principal  | Convidado  | Convidado | ASA       |
| Steven Ogg        | Pike               | Recorrente | Principal  | Principal | —         |
| Rowan Blanchard   | Alexandra Cavill   | Convidado  | Principal  | Principal | ASA       |
| Sean Bean         | Joseph Wilford     | Convidado  | Principal  | Principal | ASA       |
| Chelsea Harris    | Sykes              | —          | Recorrente | Principal | ASA       |
| Archie Panjabi    | Asha               | —          | —          | Principal | —         |

### Recorrente
| Ator                   | Personagem                  | Temporada  | Temporada  | Temporada  | Temporada |
| Ator                   | Personagem                  | 1          | 2          | 3          | 4         |
| ---------------------- | --------------------------- | ---------- | ---------- | ---------- | --------- |
| Happy Anderson         | Dr. Henry Klimpt            | Recorrente | —          | —          | ASA       |
| Kerry O'Malley         | Lilah Folger                | Recorrente | —          | —          | —         |
| Timothy V. Murphy      | Comandante Nolan Grey       | Recorrente | Convidado  | —          | —         |
| Aaron Glenane          | Murray "Último Australiano" | Recorrente | Recorrente | —          | —         |
| William Stanford Davis | Sr. Riggs                   | Recorrente | —          | —          | —         |
| Renée Victor           | Mama Grandé                 | Recorrente | Recorrente | —          | —         |
| Vincent Gale           | Robert Folger               | Recorrente | —          | —          | —         |
| Jonathan Lloyd Walker  | Big John                    | Recorrente | —          | —          | —         |
| Madeleine Arthur       | Nicolette "Nikki" Genêt     | Recorrente | —          | —          | —         |
| Miranda Edwards        | Lights                      | Recorrente | Recorrente | Recorrente | ASA       |
| Stephen Lobo           | Martin Colvin               | Recorrente | —          | Convidado  | ASA       |
| Matt Murray            | Erik Sotto                  | Recorrente | —          | —          | —         |
| Kurt Ostlund           | Fortão                      | Recorrente | Recorrente | Recorrente | —         |
| Dylan Schmid           | Patterson                   | Recorrente | Convidado  | —          | —         |
| Manoj Sood             | Rajiv Sharma                | Recorrente | Recorrente | —          | ASA       |
| Sarah Strange          | Suzanne                     | Recorrente | Convidado  | —          | —         |
| Kwasi Thomas           | Z-Wreck                     | Recorrente | Recorrente | Recorrente | ASA       |
| Yee Jee Tso            | York Lam                    | Recorrente | Convidado  | —          | ASA       |
| Ian Collins            | Tristan                     | Recorrente | Recorrente | Recorrente | ASA       |
| Ellie Harvie           | A Tabeliã                   | Recorrente | Convidado  | Convidado  | ASA       |
| Emma Oliver            | Winnipeg "Winnie"           | Recorrente | Recorrente | Recorrente | ASA       |
| Michel Issa Rubio      | Santiago                    | Recorrente | Convidado  | —          | —         |
| Fiona Vroom            | Mary-Elizabeth Gillies      | Recorrente | Recorrente | Recorrente | ASA       |
| Aleks Paunovic         | Bojan "Boki" Boscovic       | Convidado  | Recorrente | Convidado  | ASA       |
| Karin Konoval          | Dra. Pelton                 | Recorrente | Recorrente | Recorrente | ASA       |
| Tom Kirk               | Clay                        | Recorrente | —          | —          | —         |
| Brent Stait            | Jakes Carter                | Recorrente | Recorrente | Convidado  | ASA       |
| Andrea Ware            | Tyson                       | Recorrente | Recorrente | Recorrente | —         |
| Shaun Toub             | Terence                     | Recorrente | Recorrente | —          | —         |
| Amanda Brugel          | Eugenia                     | Recorrente | Convidado  | —          | —         |
| Kelly-Ruth Mercier     | Annie                       | Recorrente | Recorrente | Convidado  | ASA       |
| Jane McGregor          | Astrid                      | Recorrente | Recorrente | Recorrente | ASA       |
| Gary Hetherington      | Walter                      | Recorrente | —          | —          | —         |
| Sakina Jaffrey         | Sra. Headwood               | —          | Recorrente | Recorrente | ASA       |
| Damian Young           | Sr. Headwood                | —          | Recorrente | —          | —         |
| Tom Lipinski           | Kevin McMahon               | —          | Recorrente | Recorrente | —         |
| Andre Tricoteux        | Icy Bob                     | —          | Recorrente | —          | —         |
| Bryan Terrell Clark    | Logan                       | —          | Recorrente | —          | —         |
| Georgina Haig          | Emilia                      | —          | Recorrente | —          | —         |
| Camille Atebe          | Sherry                      | —          | Recorrente | —          | —         |
| Esther Ming Li         | Carly Roche                 | —          | Convidado  | Recorrente | ASA       |